# Alma redemptoris mater

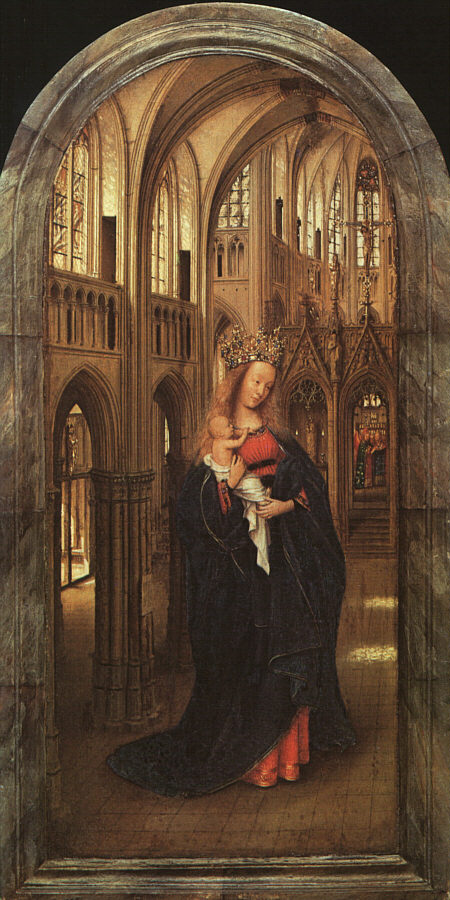
Madonna von Jan van Eyck

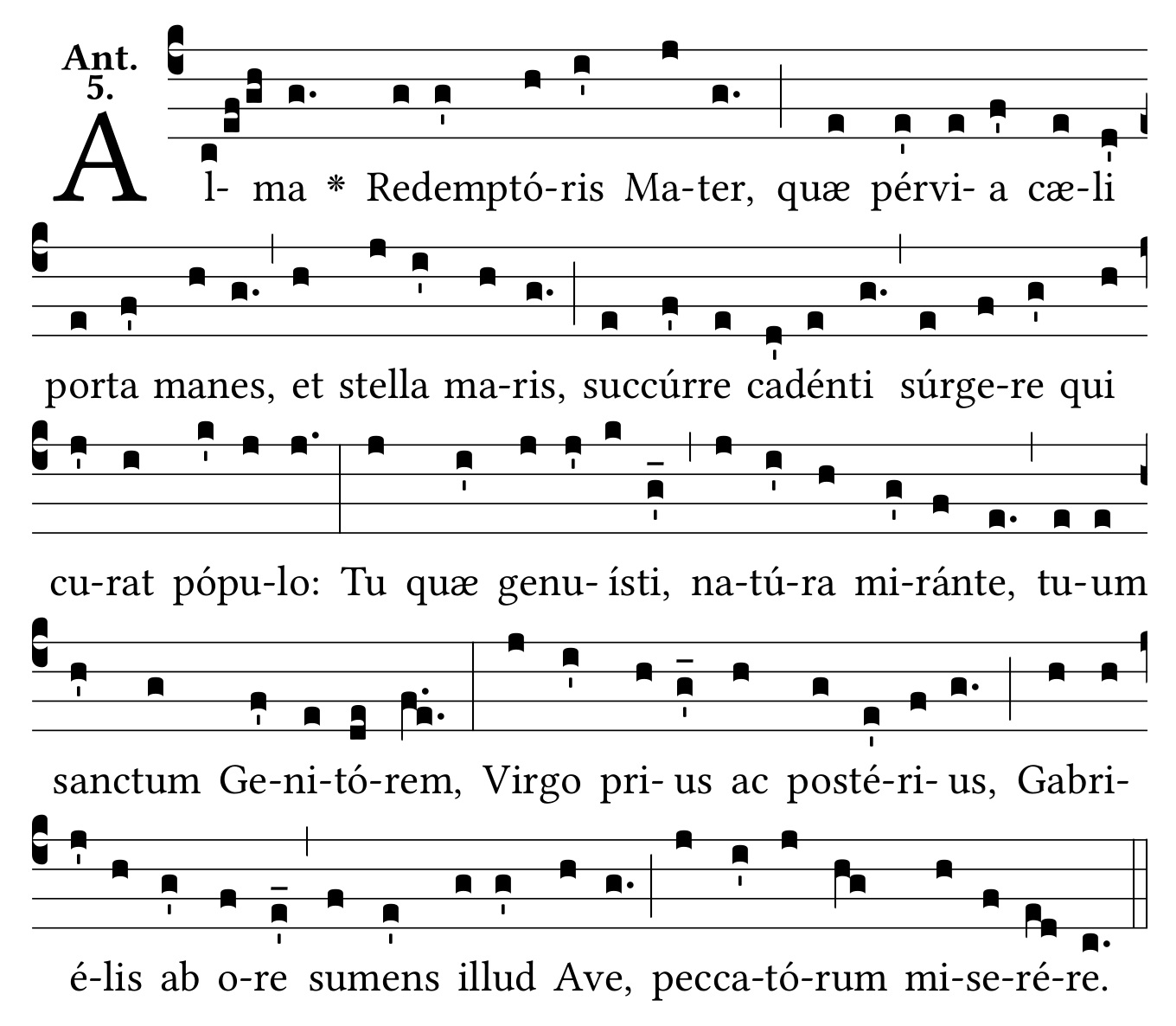
Alma Redemptoris Mater (tonus simplex)

Alma redemptoris mater ist die marianische Antiphon, die im Stundengebet der katholischen Kirche in der Advents- und Weihnachtszeit entweder zum Abschluss der Vesper oder der Komplet gesungen wird, je nachdem, welche dieser beiden Horen die letzte ist, die in Gemeinschaft gefeiert wird.

## Entstehung
Benannt ist der Gesang nach den ersten drei Worten des lateinischen Textes, die „erhabene Mutter des Erlösers“ bedeuten. Für das Alma redemptoris mater hat sich – wie für die anderen marianischen Antiphonen – die Bezeichnung „Antiphon“ eingebürgert, obwohl es sich nicht um antiphonale, sondern eher um hymnusähnliche Gesänge ohne Bezug zu einem Psalm handelt. Verfasser soll gemäß einer unsicheren, auf Jacobus de Voragine – und nicht wie meist irrtümlich behauptet auf Caesarius von Heisterbach  – zurückgehenden Tradition Hermann der Lahme (1013–1054) sein, ein Benediktiner der Abtei Reichenau. Die Antiphon könnte jedoch bereits ins 9. Jahrhundert zurückgehen. Die älteste Textüberlieferung findet sich im Antiphonar von Saint-Maur-des-Fossés bei Paris aus dem 12. Jahrhundert.

## Lateinischer Text und deutsche Übersetzung
Im Gegensatz zur üblichen akzentrhythmischen Verstechnik der Antiphonen und den freien Rhythmen der übrigen marianischen Antiphonen besteht der Text hier aus je drei einsilbig gereimten quantitierenden Hexametern.
| lateinisch | deutsch |
| --- | --- |
| Alma Redemptoris Mater, quae pervia caeli \| porta manes et stella maris, succurre cadenti, \| surgere qui curat, populo: tu quae genuisti, \| natura mirante, tuum sanctum Genitorem, \| Virgo prius ac posterius, Gabrielis ab ore \| sumens illud Ave, peccatorum miserere. | Erhabne Mutter des Erlösers, du allzeit offene Pforte des Himmels und Stern des Meeres, komm, hilf deinem Volke, das sich müht, vom Falle aufzustehn. Du hast geboren, der Natur zum Staunen, deinen heiligen Schöpfer. die du, Jungfrau davor und danach, aus Gabriels Mund vernahmst das selige Ave, o erbarme dich der Sünder. |

Im Gotteslob ist die lateinische Antiphon unter Nummer 666, 1 abgedruckt.

## Nachdichtungen

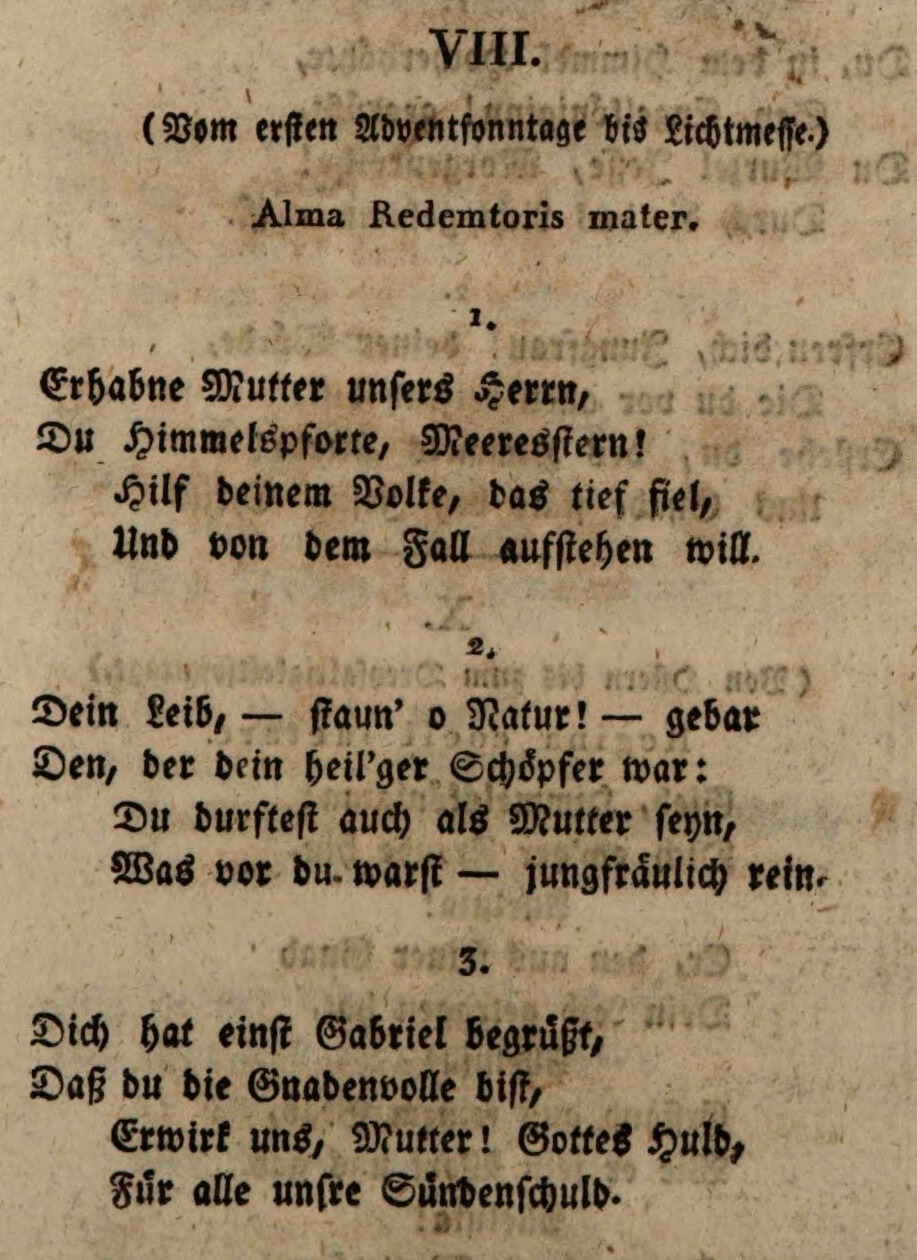
Franz Joseph Weinzierls Nachdichtung von 1816

Der Regensburger Domprediger Franz Josef Weinzierl veröffentlichte 1816 ein Gesangbuch mit Verdeutschungen mittellateinischer Hymnen und darin eine Liedparaphrase von Alma redemptoris mater unter dem Titel Erhabne Mutter unsers Herrn.
Maria Luise Thurmair bearbeitete 1969 Weinzierls Nachdichtung. Ihre Fassung mit dem Titel Maria, Mutter unsres Herrn ist im Gotteslob unter Nummer 530 enthalten (unter Nummer 577 im Gotteslob von 1975).

## Vertonungen
Es existieren zahlreiche Vertonungen des Textes, so von Gregor Aichinger, Marc-Antoine Charpentier, Luis Dartayet, Peter Maxwell Davies, Josquin Desprez, Guillaume Dufay, Marcel Dupré, Aires Fernandez, Wolfgang Fortner, Johann Joseph Fux, Nicolas Gombert, Francisco Guerrero, Johann Michael Haydn, Joseph Haydn, Jean l’Héritier, Orlando di Lasso, Giovanni Legrenzi, Isabella Leonarda, Natale Monferrato, Johannes Ockeghem, György Orbán, Diego Ortiz, Palestrina, Peter Philips, Josquin des Prez, Bruno Provezza, Josef Gabriel Rheinberger, Giovanni Antonio Rigatti, Juan Garcia de Salazar, Michael Schmoll, Franz Xaver Schnizer, Francesco Soriano, Herman Strategier, Victoria, Jan Dismas Zelenka, Marc’Antonio Ziani. Die wohl bekanntesten sind die von Palestrina und Orlando di Lasso.
- Nicolas Gombert: Alma redemtoris mater (1541, vierstimmig)
- Johannes Ockeghem: Alma redemptoris mater (Motetten)
- Giovanni Pierluigi da Palestrina: Alma redemptoris mater (vierstimmig, zwei Alternatim-Chöre)
- Franz Xaver Schnizer: Alma redemptoris mater (vierstimmiger Chor, Horn, 2 Violinen, B. c.)
- Joseph Haydn: Alma redemptoris mater E-Dur Hob. XXIIIb:E1 und B-Dur Hob. XXIIIb:B4 (vierstimmiger Chor, Horn, 2 Violinen, B. c.)
- Josef Gabriel Rheinberger: Alma redemptoris mater (op. 171,2a; aus: Sechs Marianische Hymnen, Besetzung: SA, Orgel)

## Edition
- Analecta Hymnica Medii Aevi, ed. Guido M. Dreves et al., Bd. 50, S. 317f.
- Corpus antiphonalium officii, ed. René-Jean Hesbert, Rom 1963-1979, Nr. 1356